# Distrito de Ilava
El distrito de Ilava (en eslovaco Okres Ilava) es una unidad administrativa (okres) de Eslovaquia Noroccidental, situado en la región de Trenčín, con 62 042 habitantes (en 2001) y una superficie de 359 km². Su capital es la ciudad de Ilava.

## Demografía
| Año        | 1994   | 2004    | 2014    | 2024    |
| ---------- | ------ | ------- | ------- | ------- |
| Población  | 62 205 | 61 422  | 60 194  | 56 647  |
| Diferencia |        | −1,25 % | −1,99 % | −5,89 % |

| Año        | 2023   | 2024    |
| ---------- | ------ | ------- |
| Población  | 56 920 | 56 647  |
| Diferencia |        | −0,47 % |

## Ciudades (población año 2017)
- Dubnica nad Váhom 24 068
- Ilava (capital) 5485
- Nová Dubnica 11 134

## Municipios
- Bohunice 773
- Bolešov 1563
- Borčice 624
- Červený Kameň 681
- Dulov 918
- Horná Poruba 1076
- Kameničany 554
- Košeca 2664
- Košecké Podhradie 1025
- Krivoklát 250
- Ladce 2602
- Mikušovce 1017
- Pruské 2288
- Sedmerovec 423
- Slavnica 815
- Tuchyňa 777
- Vršatské Podhradie 218
- Zliechov 591